# Gianni Baget Bozzo
Pour les articles homonymes, voir Baget.
Gianni Baget Bozzo, né à Savone le 8 mars 1925 et mort à Gênes le 8 mai 2009, est un prêtre catholique et homme politique italien.

## Biographie
Diplômé en droit, Gianni Baget Bozzo milite dans les rangs de la Démocratie chrétienne, puis en 1984 est élu député du Parti socialiste italien au Parlement européen. En 1994, il rejoint la Forza Italia de Silvio Berlusconi, ,.

## Publications
- Cristianesimo e ordine civile, Roma, Edizioni romane Mame, 1962.
- Il Cristianesimo nell'eta postmoderna, Torino, CET, 1962.
- Problemi della politica italiana / a cura di Giovanni Baget-Bozzo, Nicola Guiso, Paolo Possenti, Roma, Tip. editrice romana, 1963.
- Avec  Claudio Leonardi, Il tempo dell'Apocalisse, Roma, 1968 (pro ms.)
- Chiesa e utopia, Bologna, Il Mulino, 1971.
- Cristianesimo e antropologia, Padova, Rebellato, 1971.
- La vita quotidiana del cristiano, Atti del 7. Convegno di teologia pastorale organizzato dalla rivista Studi cattolici sul tema Per una pastorale della vita quotidiana: 24-27 luglio 1972, saggi di G. Baget-Bozzo e altri, Milano, Ares, 1973.
- Il partito cristiano al potere: la DC di De Gasperi e di Dossetti 1945-1954, Firenze, Vallecchi, 1974.
- Il partito cristiano e l'apertura a sinistra: la DC di Fanfani e di Moro 1954-1962, Firenze, Vallecchi, 1977.
- Il partito cristiano, il comunismo e la società radicale, Firenze, Vallecchi, 1977.
- I cattolici e la lettera di Berlinguer, Firenze, Vallecchi, 1978.
- Democrazia cristiana, Moro, «partito americano», in Argomenti radicali, n, 10, 1978.
- L'elefante e la balena. Cronache del compromesso e del confronto, Bologna, Cappelli, 1979.
- Questi cattolici. Intervista di Carlo Cardia, Editori Riuniti, 1979.
- La chiesa e la cultura radicale, Queriniana, 1979.
- I socialisti e la questione cattolica, Milano, Mondo Operaio-Avanti, 1979.
- Religiosi e laici di fronte all'apocalisse / un saggio di Ernesto Balducci ; conversazioni con Gianni Baget Bozzo e altri; conversazioni a cura di Gaetano Besana e Pino Mercuri, Milano, Edizioni dell'apocalisse, 1979.
- La Trinità, Firenze, Vallecchi, 1980.
- Tesi sulla DC. Rinasce la questione nazionale, Bologna, Cappelli, 1980.
- Di fronte all'Islam. Il grande conflitto, Marietti, 1980.
- Edoardo Benvenuto, La conoscenza di Dio, Edizioni Borla, 1980.
- L'anticristo, Mondadori, 1980.
- Ortodossia e liberazione. Un' interpretazione di Papa Wojtyla, Milano, Rizzoli, 1980.
- L' ultimo giorno è più vicino, Genesi, 1980.
- Processo alla politica, Roma, Lavoro, 1980.
- Io e la morte, introduzione di Osvaldo G.V. Piccardo; uno scritto di Barbara Alberti; conversazioni con Gianni Baget Bozzo e altri; a cura di Pino Mercuri, Milano, Apocalisse, 1980.
- Sette utopie americane : l'architettura del socialismo comunitario : 1790-1975,  Dolores Hayden ; con in appendice uno scritto di Gianni Baget-Bozzo

Milano : Feltrinelli, 1980.
- Dal sacro al mistico. Parlare del Cristianesimo come se fosse la prima volta, Feltrinelli, 1981.
- Avec Edoardo Benvenuto, La figura e il Regno, Vallecchi, 1981.
- Nonviolenza e marxismo nella transizione al socialismo, convegno a Perugia nell'ottobre 1978; a cura della Fondazione Centro studi Aldo Capitini e del Movimento nonviolento; con scritti di Gianni Baget Bozzo e altri. Milano, Feltrinelli, 1981.
- Vocazione, Milano, Rizzoli, 1982.
- Il futuro viene dal futuro. Ipotesi sui cattolici e sui democristiani, Editori Riuniti, 1982.
- Avec Giovanni Tassani, Aldo Moro: il politico nella crisi, 1962-1973, Firenze, Sansoni, 1983.
- Avec Giorgio Sacchi, Manuale di mistica, Milano, Rizzoli, 1984.
- E Dio creò Dio, Milano, Rizzoli, 1985.
- Il pensiero strategico,  a cura di Carlo Jean, Milano, F. Angeli, 1985.
- Prima del bene e del male, Milano, Rizzoli, 1987.
- Avec Michele Genovese, Europa : una speranza contro la ragione, Trento, L. Reverdito, 1987.
- I tempi e l'eterno. Intervista su un'esperienza teologica, a cura di Claudio Leonardi e Giovanni Tassani. Genova, Marietti, 1988.
- L' uomo l' angelo il demone, Milano, Rizzoli, 1989.
- Avec Michele Genovese, 1992 : come convivere con il grande mercato, Trento, L. Reverdito, 1989.
- Avec Michele Genovese, L'Europa nel declino degli imperi : dopo Yalta, la Germania?, Venezia, Marsilio, 1990.
- L'Autunno del diavolo : Diabolos, dialogos, daimon, convegno di Torino 17-21 ottobre 1988, a cura di Eugenio Corsini e altri; testi di Baget Bozzo e altri. Milano, Bompiani, 1990.
- Avec Fabrizio Gualco, Le metamorfosi della cristianità: Chiesa, socialismo, società tecnologica, SugarCo, 1991.
- Luoghi del Seicento genovese : spazi architettonici, spazi dipinti, a cura di Liliana Pittarello; con scritti di Gianni Baget Bozzo e altri. Bologna, Nuova Alfa, 1992.
- La nuova terra, Milano, Rizzoli, 1993.
- Cattolici e democristiani, Milano, Rizzoli, 1994.
- Dio e l' Occidente: lo sguardo nel divino, Milano, Leonardo, c1995.
- Buona domenica. Anno A, EDB, 1995.
- Buona domenica. Anno B, EDB, 1996.
- Buona domenica. Anno C, EDB, 1997.
- Il futuro del cattolicesimo. La Chiesa dopo papa Wojtyla, Casale Monferrato, Piemme, 1997.
- La cultura politica di Forza Italia : il liberalismo popolare, Como, Malinverno, 1997.
- Il Dio perduto, Mondadori, 1999.
- Sopravviverà la Chiesa nel terzo millennio? / Pier Michele Girola, Gian Luca Mazzini;  rispondono: Gianni Baget Bozzo e altri; con un saggio introduttivo di Franco Cardini, Milano, Edizioni Paoline, 1999.
- Come sono arrivato a Berlusconi. Dal PSI di Craxi a Forza Italia. Fede, Chiesa e religione, Marco, 2001.
- La navicella della metafisica : dibattito sul nichilismo e la Terza navigazione, Roma, Armando, 2000.
- Avec Claudio Leonardi, Homo Dei. Resoconto di un'esperienza mistica, SISMEL - Edizioni del Galluzzo, 2001.
- Di fronte all'islam : il grande conflitto, Genova, Marietti, 2001.
- Gianni Baget Bozzo, con Marco Vannini e altri (ed.), Mistica d'Oriente e Occidente oggi, Milano, Paoline, 2001.
- Profezia. Il Cristianesimo non è una religione, Milano, Mondadori, 2002.
- Io credo. Il simbolo della fede parola per parola-Lettera a un vescovo su «Chiesa e Occidente», Mondadori, 2003.
- Alessandro Di Chiara, Cristo e/o Chiesa, Àncora, 2003.
- L' impero d' Occidente. La storia ritorna, Lindau, 2004.
- L'intreccio. Cattolici e comunisti 1945-2004, Mondadori, 2004.
- Verità dimenticate. Vita eterna, anima, escatologia, Àncora, 2005.
- Vocazione: mistica e libertà, Lindau, 2005.
- Avec Raffaele Iannuzzi, Tra nichilismo e Islam. L'Europa come colpa, Mondadori, 2006.
- Maria, l'Apocalisse e il Medioevo, Atti del III incontro di Mariologia medievale (Parma, 10-11 maggio 2002) / a cura di Clelia Maria Piastra e Francesco Santi; con scritti di * L'Immacolata Concezione e la coscienza mistica, e altri. Firenze, SISMEL, 2006.